# Спитак Хач
Це́рковь Спита́к Хач («Белый крест», арм. Սպիտակ խաչ վանք) — армянский монастырь, располагающийся южнее посёлка Гадрут — на холме у деревни Чинарлы, которая до 2020 года называлась «Венг», или «Ванк». Прошлое название деревни было связано с тем, что она примыкает к монастырю.

## История
Дата основания церкви неизвестна, но самым поздним временем постройки считают XIV век, так как многие её детали указывают на это. Монастырь или только притвор, по данным надписи на тимпане портала притвора, был восстановлен в 1735 году.

## Описание
Длина церкви вместе с притвором составляет 15,75 м, а ширина — 7,1 м. Памятник представляет собой невысокую ротонду с 6-ю колоннами и пирамидообразной кровлей. К западу от колокольни, в нишу вставлен орнаментированный хачкар, который имеет высоту более чем 2,5 м.
Вокруг церкви есть большое кладбище, где на некоторых из многочисленных надгробных плит изображены сцены охоты, пахоты, посева и военные сцены. На кладбище осталось полуразрушенное здание, которое было построено в 1735 году и какое-то время служило приютом для паломников. На территории памятника есть скальные монашеские кельи, которые имеют общий вход. После перехода территории в результате войны в 2020 году под контроль азербайджанских войск, церковное кладбище было разрушено.
На территории монастыря находится гробница Велиджана, хозяина древней крепости, в народе называемой «Цца-хачигала» (арм. ծծախաչի ղալայ), на надгробном камне которого написано: «Ես խումարի որդի Վելիջանս կանգնեցի զխաչս 1527 թ., (Я — сын Хумара Велиджан поставил сей крест 1527 года)».